# Danguk
Danguk is een bestuurslaag in het regentschap Ngawi van de provincie Oost-Java, Indonesië. Danguk telt 1716 inwoners (volkstelling 2010).